# Transformation (Linguistik)
Eine Transformation ist in der Linguistik, genauer in der Syntaxtheorie, eine formale Operation, die eine Satzstruktur in eine andere Struktur überführt. Innerhalb der generativen Transformationsgrammatik, die von Noam Chomsky begründet wurde, wird durch die Anwendung von Transformationen die Tiefenstruktur eines Satzes in die Oberflächenstruktur überführt. In älteren Theorien, etwa bei Zellig S. Harris, wurden Transformationen eher als Paraphrasebeziehungen zwischen konkreten sprachlichen Ausdrücken (also Oberflächenstrukturen) formuliert.
Transformationsgrammatiken sind relativ mächtige Werkzeuge zum Aufbau syntaktischer Strukturen, die über die reine Strukturbeschreibung (Phrasenstrukturgrammatik) hinausgehen. Prinzipiell erlauben Transformationen die Umwandlung einer Phrasenstruktur in eine beliebige andere Phrasenstruktur. Hauptsächliche Typen von Transformationen sind Bewegung und Tilgung, wobei Bewegungstransformationen eine bei weitem wichtigere Rolle spielen. Siehe hierzu den Artikel Bewegung (Linguistik).
Transformationen werden, nach Ansicht ihrer Verfechter, durch Phänomene der natürlichen Sprachen erzwungen wie etwa das getrennte Erscheinen von Satzteilen, die syntaktisch zusammengehören („diskontinuierliche Konstituenten“). Ein Beispiel ist die Trennung von Verb und Partikel im deutschen Aussagesatz (wie in "Sie stellen eine Forderung auf"); siehe hierzu unter V2-Stellung#Transformationsgrammatik.
Die Mächtigkeit von Transformationen als kontextsensitive Grammatik ist innerhalb der generativen Grammatik und von anderen Theorien kritisiert worden. Innerhalb der generativen Grammatik ist die Suche nach möglichst systematischen und natürlichen Mechanismen zur Beschränkung von Transformationen ein wichtiger Forschungsgegenstand. Zudem wurden verschiedene alternative Methoden entwickelt, mit den einschlägigen Phänomenen wie Abhängigkeiten über Distanz umzugehen (ein Beispiel ist die Head-driven Phrase Structure Grammar).